# Believe (Dima-Bilan-Lied)
Believe (englisch für ‚Glauben‘) ist der Siegertitel des Eurovision Song Contest 2008 und wurde von Dima Bilan interpretiert. Der englischsprachige Popsong wurde von Bilan und James Washington geschrieben.

## Hintergrund und Produktion
Bilan nahm bereits am Eurovision Song Contest 2006 in Athen teil, wo er den dritten Platz erreichte. Im Februar 2008 wurde bekanntgegeben, dass er an der russischen Vorentscheidung zum Grand Prix 2008 teilnehmen werde. Die Vorentscheidung mit 27 Titeln fand am 9. März 2008 statt. Dima Bilan trat an 10. Stelle auf und konnte die Show mit 54 Punkten für sich gewinnen.
Der Titel wurde von Dima Bilan und James Washington innerhalb von zwei Tagen geschrieben. Letzterer produzierte ihn auch, jedoch unter seinem Künstlernamen Jim Beanz. Der Refrain entstand durch Bilan allein.

## Musik und Text
Laut Bilan sei der Titel an seine Fans gerichtet. Weiterhin habe man sich auch von seiner persönlichen Geschichte inspirieren lassen. Der Text besteht aus zwei Strophen, wobei die erste Strophe etwa doppelt so lang ist. Der Refrain wird von einem Pre-Chorus begleitet. Der Refrain wird nach der Bridge nicht wiederholt, sondern verkürzt wiedergegeben.

## Beim Eurovision Song Contest

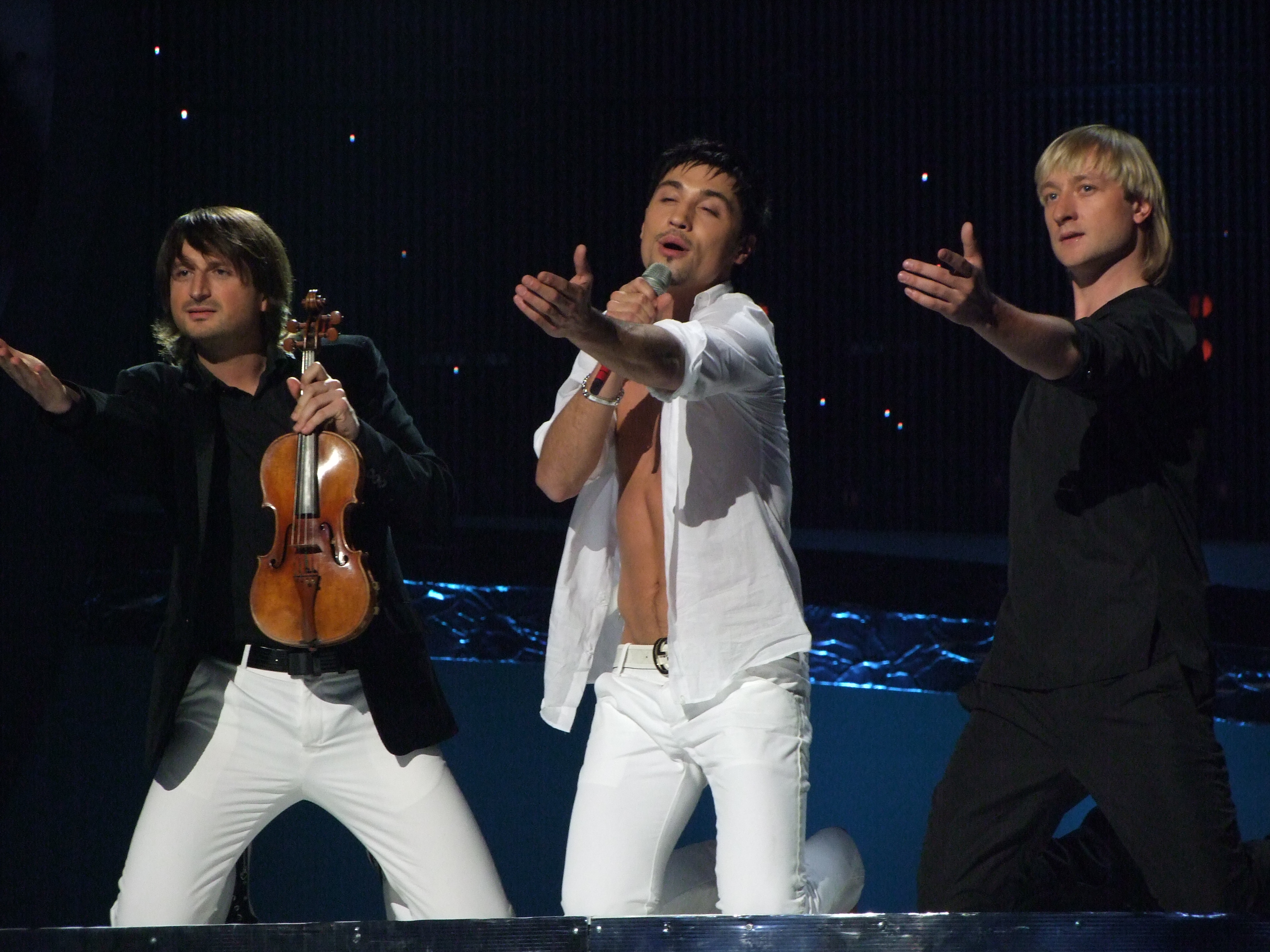
Marton, Bilan, Pljuschtschenko (von links) beim ersten Halbfinale des Eurovision Song Contest 2008

Das erste Halbfinale des Eurovision Song Contest 2008 fand am 20. Mai statt. Russland erhielt die Startnummer 18 von 19 Teilnehmern und erreichte mit 135 Punkten den dritten Platz hinter den Titeln Qélé qélé von Sirusho aus Armenien und Secret Combination von Kalomoira aus Griechenland. Bilan wurde auf der Bühne von Jewgeni Pljuschtschenko begleitet, welcher auf einer künstlich angelegten Eisfläche Schlittschuh lief, außerdem von dem Geiger Edvin Marton, der auf einer Stradivari aus dem Jahr 1697 spielte. Als Begleitsängerinnen traten Julija Nalimowa und Jekaterina Arnu auf.
Im Finale trat Russland ebenfalls an vorletzter Stelle auf und gewann schließlich mit 272 Punkten vor Ani Lorak aus der Ukraine den Wettbewerb. Bilan erhielt aus insgesamt sieben Ländern die Höchstpunktzahl von zwölf Punkten.

## Rezeption
Irving Wolther schrieb im Vorfeld im Spiegel, das Team um Dima Bilan schiene „geradezu besessen von der Vorstellung, den Song Contest nach Moskau zu holen“. Die „vergleichsweise unspektakuläre Ballade“ sei auf Erfolgskurs getrimmt worden. Laut FAZ habe die russische Teilnahme zehn Millionen US-Dollar gekostet. Christian Pohl der Welt schrieb, dass Russland den Beweis geliefert habe, wie ein „generalstabsmäßig vorbereiteter Auftritt“ erfolgreich sein könne. Timbaland habe dafür gesorgt, dass der „eingängige Schmuse-Pop auch im Westen sofort ins Ohr geht und auch da bleibt“.

## Veröffentlichung
Das zugehörige Musikvideo entstand unter der Regie von Pawel Chudjakow. Es handelt von einem Jungen, für welches Bilan und seine Freunde ein Benefizkonzert veranstalten, damit die Kosten für seine Operation getragen werden können.
Für den Titel existieren mehrere Versionen. Für die Kompilation des Eurovision Song Contest 2008 existiert eine 3:05 Minuten lange Version. Auf dem gleichnamigen Album Believe aus demselben Jahr dauert das Lied wiederum 3:21 Minuten. Das bereits 2008 erschienene Album Protiw Prawil enthält dagegen eine knapp vier Minuten lange Version. Daneben existieren eine russische Version namens Wsjo W Twoich Rukach mit Text von Wjatscheslaw Lungu, sowie ein spanisches Cover unter dem Titel Creer (in anderen Ausgaben des Albums auch Secreto) geschrieben von Rudy Pérez.